# Bikihakola
Bikihakola è una suddivisione dell'India, classificata come census town, di 11.901 abitanti, situata nel distretto di Howrah, nello stato federato del Bengala Occidentale. In base al numero di abitanti la città rientra nella classe IV (da 10.000 a 19.999 persone).

## Geografia fisica
La città è situata a 22° 33' 28 N e 88° 09' 00 E.

## Società

### Evoluzione demografica
Al censimento del 2001 la popolazione di Bikihakola assommava a 11.901 persone, delle quali 6.194 maschi e 5.707 femmine. I bambini di età inferiore o uguale ai sei anni assommavano a 1.681, dei quali 865 maschi e 816 femmine. Infine, coloro che erano in grado di saper almeno leggere e scrivere erano 7.840, dei quali 4.460 maschi e 3.380 femmine.